# Kufajka athermis
Kufajka athermis är en insektsart som beskrevs av Irena Dworakowska 1995. Kufajka athermis ingår i släktet Kufajka och familjen dvärgstritar. Inga underarter finns listade i Catalogue of Life.